# Synaptola brevicornis
Synaptola brevicornis là một loài bọ cánh cứng trong họ Cerambycidae.